# Hasznos liliomfa
A hasznos liliomfa (Magnolia officinalis) a liliomfafélék (Magnoliaceae) családjába tartozó liliomfafaj.

## Származása, élőhelye
Közép-Kínából származik, de mára csak ültetett példányai ismertek.

## Leírása
Terebélyes, oszlopos alakú, 20 méteres lombhullató fa. Kérge halványszürke, sima. Levelei visszás tojásdadok, 45 cm hosszúak, 20 cm szélesek, elkeskenyedő vállúak, lekerekítettek vagy rövid hegyben végződnek. Színükön világoszöld színűek, fonákuk fehéres, finoman molyhos, felkopaszodó. Nagy hajtásvégi örvöket alkotnak. Tavasz végén, nyár elején nyíló virágai krémszínűek, illatosak, 15 cm átmérőjűek, porzószálaik pirosak. Keskeny, rózsásvörös 15 cm-es, tobozhoz hasonló kinézetű termései csoportosan nőnek, melyekből az érett magvak hosszan kicsüngenek.

## Felhasználása
Régen a lehántott kérgéből gyógyhatású anyagokat állítottak elő, talán ez vezetett a természetes állományok kipusztulásához.
|  |